# Arrondissement Villefranche-sur-Saône
Das Arrondissement Villefranche-sur-Saône ist eine französische Verwaltungseinheit, des Départements Rhône in der Region Auvergne-Rhône-Alpes ausfüllt. Es besteht aus acht Kantonen und 132 Gemeinden. Hauptort (Unterpräfektur) ist Villefranche-sur-Saône.

## Geschichte
Das Arrondissement bestand bis zum 31. Dezember 2014 aus 11 Kantonen und 127 Gemeinden. Im Zusammenhang mit der Schaffung der Métropole de Lyon als eigenständige Gebietskörperschaft am 1. Januar 2015 wurde das Arrondissement erheblich vergrößert. Es erweiterte sich auf diejenigen Gemeinden, die vorher zum Arrondissement Lyon, aber nicht zur Communauté urbaine de Lyon gehörten. Dadurch erhielt das Arrondissement nunmehr alle 228 Gemeinden des Départements Rhône außerhalb der Métropole de Lyon.
Mit Wirkung vom 1. Februar 2017 wurde das Arrondissement neu zugeschnitten und erstreckt sich seitdem über die Gemeinden der fünf nördlichen Gemeindeverbände:
- Beaujolais Pierres Dorées
- Ouest Rhodanien
- Pays de L’Arbresle
- Saône-Beaujolais
- Villefranche Beaujolais Saône.[2]

## Kantone
Zum Arrondissement Villefranche-sur-Saône gehören die Kantone
- Anse
- L’Arbresle (mit 12 von 26 Gemeinden)
- Belleville-en-Beaujolais
- Gleizé
- Tarare
- Thizy-les-Bourgs
- Val d’Oingt
- Villefranche-sur-Saône

Die landesweite Neuordnung der Kantone im März 2015 forderte ein größeres Einzugsgebiet pro Kanton, so dass sich die Anzahl der Kantone trotz der erheblichen Erweiterung nach der Gebietsveränderung aufgrund der neu geschaffenen Métropole nur geringfügig erhöhte. Im Jahr 2014 und vorher war das Arrondissement in kleinere Kantone untergliedert, darunter die ehemaligen Kantone Amplepuis, Beaujeu, Lamure-sur-Azergues und Monsols.

## Gemeinden
Das Arrondissement umfasst die folgenden 132 Gemeinden:
| 1. Affoux (69001)                      | 2. Aigueperse (69002)                          | 3. Alix (69004)                      | 4. Ambérieux (69005)                    |
| 5. Amplepuis (69006)                   | 6. Ancy (69008)                                | 7. Anse (69009)                      | 8. L’Arbresle (69010)                   |
| 9. Les Ardillats (69012)               | 10. Arnas (69013)                              | 11. Azolette (69016)                 | 12. Bagnols (69017)                     |
| 13. Beaujeu (69018)                    | 14. Belleville-en-Beaujolais (69019)           | 15. Belmont-d’Azergues (69020)       | 16. Bessenay (69021)                    |
| 17. Bibost (69022)                     | 18. Blacé (69023)                              | 19. Le Breuil (69026)                | 20. Bully (69032)                       |
| 21. Cenves (69035)                     | 22. Cercié (69036)                             | 23. Chambost-Allières (69037)        | 24. Chamelet (69039)                    |
| 25. Charentay (69045)                  | 26. Charnay (69047)                            | 27. Chasselay (69049)                | 28. Châtillon (69050)                   |
| 29. Chazay-d’Azergues (69052)          | 30. Chénas (69053)                             | 31. Chénelette (69054)               | 32. Les Chères (69055)                  |
| 33. Chessy (69056)                     | 34. Chevinay (69057)                           | 35. Chiroubles (69058)               | 36. Civrieux-d’Azergues (69059)         |
| 37. Claveisolles (69060)               | 38. Cogny (69061)                              | 39. Corcelles-en-Beaujolais (69065)  | 40. Cours (69066)                       |
| 41. Courzieu (69067)                   | 42. Cublize (69070)                            | 43. Denicé (69074)                   | 44. Deux-Grosnes (69135)                |
| 45. Dième (69075)                      | 46. Dommartin (69076)                          | 47. Dracé (69077)                    | 48. Émeringes (69082)                   |
| 49. Éveux (69083)                      | 50. Fleurie (69084)                            | 51. Fleurieux-sur-l’Arbresle (69086) | 52. Frontenas (69090)                   |
| 53. Gleizé (69092)                     | 54. Grandris (69093)                           | 55. Joux (69102)                     | 56. Juliénas (69103)                    |
| 57. Jullié (69104)                     | 58. Lacenas (69105)                            | 59. Lachassagne (69106)              | 60. Lamure-sur-Azergues (69107)         |
| 61. Lancié (69108)                     | 62. Lantignié (69109)                          | 63. Légny (69111)                    | 64. Lentilly (69112)                    |
| 65. Létra (69113)                      | 66. Limas (69115)                              | 67. Lozanne (69121)                  | 68. Lucenay (69122)                     |
| 69. Marchampt (69124)                  | 70. Marcilly-d’Azergues (69125)                | 71. Marcy (69126)                    | 72. Meaux-la-Montagne (69130)           |
| 73. Moiré (69134)                      | 74. Montmelas-Saint-Sorlin (69137)             | 75. Morancé (69140)                  | 76. Odenas (69145)                      |
| 77. Le Perréon (69151)                 | 78. Pommiers (69156)                           | 79. Pont-Trambouze (69158)           | 80. Porte des Pierres Dorées (69159)    |
| 81. Poule-les-Écharmeaux (69160)       | 82. Propières (69161)                          | 83. Quincié-en-Beaujolais (69162)    | 84. Ranchal (69164)                     |
| 85. Régnié-Durette (69165)             | 86. Rivolet (69167)                            | 87. Ronno (69169)                    | 88. Sain-Bel (69171)                    |
| 89. Saint-Appolinaire (69181)          | 90. Saint-Bonnet-des-Bruyères (69182)          | 91. Saint-Bonnet-le-Troncy (69183)   | 92. Saint-Clément-de-Vers (69186)       |
| 93. Saint-Clément-sur-Valsonne (69188) | 94. Saint-Cyr-le-Chatoux (69192)               | 95. Saint-Didier-sur-Beaujeu (69196) | 96. Saint-Étienne-des-Oullières (69197) |
| 97. Saint-Étienne-la-Varenne (69198)   | 98. Saint-Forgeux (69200)                      | 99. Saint-Georges-de-Reneins (69206) | 100. Saint-Germain-Nuelles (69208)      |
| 101. Saint-Igny-de-Vers (69209)        | 102. Saint-Jean-des-Vignes (69212)             | 103. Saint-Jean-la-Bussière (69214)  | 104. Saint-Julien (69215)               |
| 105. Saint-Just-d’Avray (69217)        | 106. Saint-Lager (69218)                       | 107. Saint-Marcel-l’Éclairé (69225)  | 108. Saint-Nizier-d’Azergues (69229)    |
| 109. Saint-Pierre-la-Palud (69231)     | 110. Saint-Romain-de-Popey (69234)             | 111. Saint-Vérand (69239)            | 112. Saint-Vincent-de-Reins (69240)     |
| 113. Sainte-Paule (69230)              | 114. Salles-Arbuissonnas-en-Beaujolais (69172) | 115. Sarcey (69173)                  | 116. Les Sauvages (69174)               |
| 117. Savigny (69175)                   | 118. Sourcieux-les-Mines (69177)               | 119. Taponas (69242)                 | 120. Tarare (69243)                     |
| 121. Ternand (69245)                   | 122. Theizé (69246)                            | 123. Thizy-les-Bourgs (69248)        | 124. Val d’Oingt (69024)                |
| 125. Valsonne (69254)                  | 126. Vaux-en-Beaujolais (69257)                | 127. Vauxrenard (69258)              | 128. Vernay (69261)                     |
| 129. Villefranche-sur-Saône (69264)    | 130. Ville-sur-Jarnioux (69265)                | 131. Villié-Morgon (69267)           | 132. Vindry-sur-Turdine (69157)         |

## Ehemalige Gemeinden
- Bis 2018: Belleville, Saint-Jean-d’Ardières, Monsols, Avenas, Ouroux, Saint-Christophe, Saint-Jacques-des-Arrêts, Saint-Mamert, Trades, Jarnioux, Pontcharra-sur-Turdine, Dareizé, Les Olmes, Saint-Loup
- Bis 2016: Le Bois-d’Oingt, Liergues, Oingt, Pouilly-le-Monial, Saint-Laurent-d’Oingt
- Bis 2015: Cours-la-Ville, Pont-Trambouze, Thel